# Somethin' Stupid
Somethin' Stupid è un brano musicale composto da C. Carson Parks  ed eseguito in duetto (Carson and Gaile) insieme alla moglie nel 1966. Tuttavia la versione di gran lunga più famosa è quella realizzata nel 1967 da Frank Sinatra e sua figlia, Nancy Sinatra, per l'album The World We Knew.

## Il brano
La canzone raggiunse la prima posizione della classifica dei singoli più venduti negli Stati Uniti per quattro settimane, in Inghilterra per due settimane, Olanda, Norvegia per due settimane, la seconda in Austria e nelle Fiandre in Belgio e la quarta in Germania Ovest ottenendo il disco d'oro. 
È stata la prima ed unica volta in cui una canzone cantata da padre e figlia ha avuto così tanto successo.

## Cover

### Cover di Robbie Williams & Nicole Kidman
Nel 2001 Robbie Williams, in duetto con l'attrice Nicole Kidman, realizzò una famosa cover del brano che raggiunse la vetta di diverse classifiche in tutto il mondo.

### Altre versioni
- Nel 1967, la star della musica country Tammy Wynette realizzò una cover del brano in duetto con David Houston per il suo album d'esordio My Elusive Dreams.
- Sempre nel 1967, il cantante francese Sacha Distel ne registrò una versione nella propria lingua dal titolo Ces mots stupides.
- Ali Campbell degli UB40 e sua figlia Kibibi Campbell registrarono una cover del brano nel 1995 per l'album Big Love.
- Nel 1967 Nico Fidenco ha realizzato una versione in italiano del brano, intitolato Qualche stupido "Ti amo", con il testo scritto da Giorgio Calabrese[5]; questa versione è stata ripresa nel 2008 da Irene Grandi con la partecipazione di Alessandro Gassmann ed inclusa nel suo album natalizio Canzoni per Natale.
- Il brano venne interpretato nel 1967 da Marvin Gaye e Tammi Terrell. La traccia è contenuta nell'album United.
- L'album Somethin' Groovy! del 1967 di Peggy Lee contiene una cover del brano.
- Nel 2013 Michael Bublé inserisce la sua versione del brano con Reese Witherspoon nel suo album To Be Loved.
- Nel 2018 la band Lola Marsh interpreta la propria versione del brano per la serie tv Better Call Saul.
- Nel 2022, un duetto dei cantanti sudafricani Ike Moriz e Monique Hellenberg è stato pubblicato come singolo l'11 gennaio.